# Keith Russell
John Keith Russell (Mesa, 15 gennaio 1948) è un tuffatore statunitense.

## Palmarès
- Mondiali

Belgrado 1973: argento nella piattaforma 10 m; bronzo nel trampolino 3 m;
- Giochi panamericani

Winnipeg 1967: argento nel trampolino 3 m;
- Universiade

Tokio 1967: oro nel trampolino 3 m; argento nella piattaforma 10 m;